# Jochen Hartloff

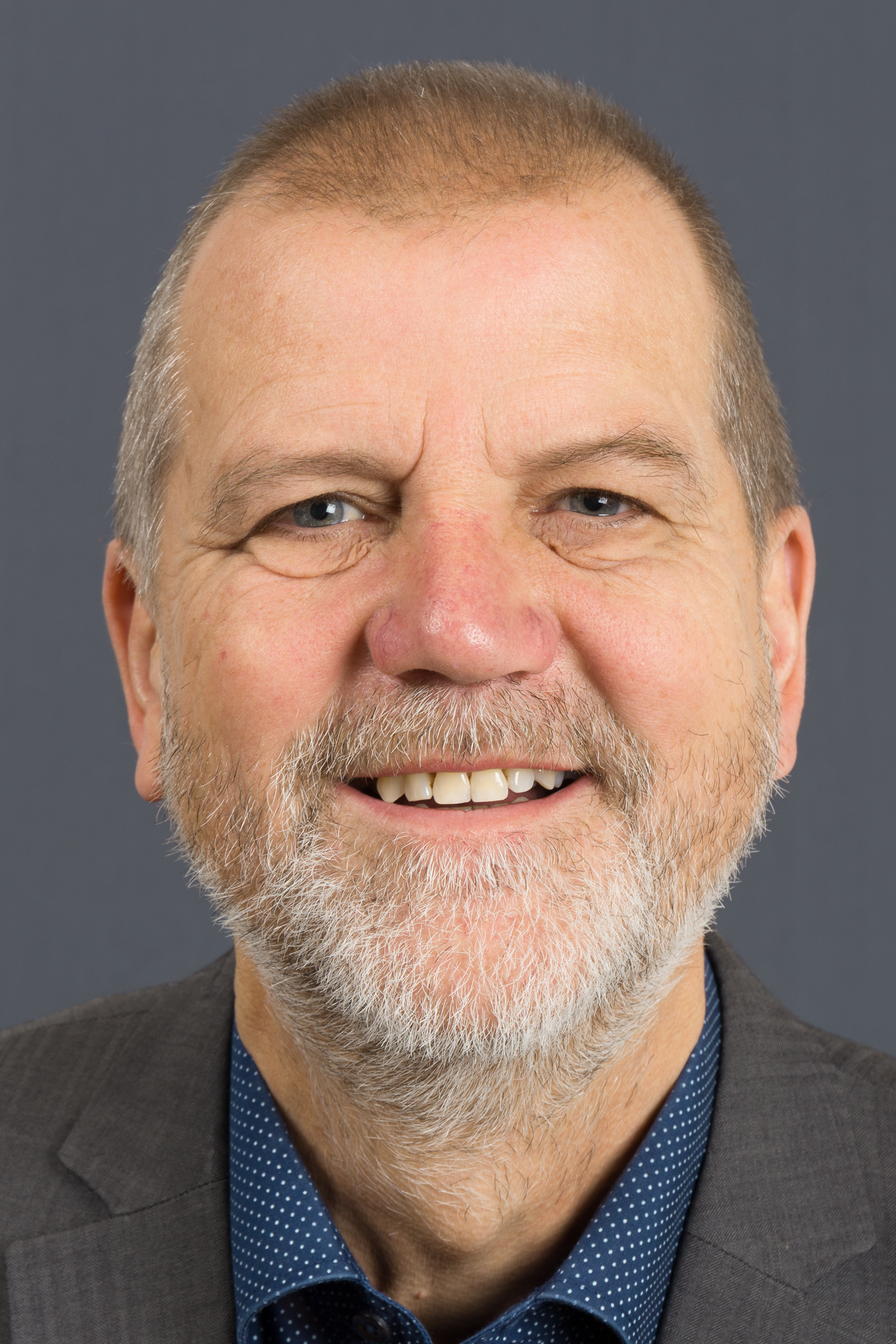
Jochen Hartloff (2016)

Jochen Hartloff (* 5. Dezember 1954 in Kusel) ist ein deutscher Politiker (SPD). Er war von 1996 bis 2021 Mitglied des Landtages Rheinland-Pfalz. Er amtierte von Mai 2011 bis November 2014 als Minister der Justiz und für Verbraucherschutz von Rheinland-Pfalz. Zuvor war er Vorsitzender der SPD-Landtagsfraktion und Mitglied des Parteivorstandes der Bundes-SPD.

## Ausbildung und Beruf
Hartloff besuchte von 1964 bis 1973 das Gymnasium in Kusel. Nach dem Abitur 1973 arbeitete er bis 1975 über Aktion Sühnezeichen bei dem Deutschen Hilfsverein in Amsterdam. Ab 1975 studierte er bis 1982 Rechtswissenschaft, Soziologie und Kunstgeschichte in München. Nach dem 1. Staatsexamen befand er sich im Referendardienst in Bayern. Von 1982 bis 2011 führte er eine zurzeit ruhende eigene Rechtsanwaltskanzlei in Kusel.

## Persönliches
Er ist Sohn des Künstlers Otto Hartloff. Mit seiner langjährigen Lebensgefährtin hat Jochen Hartloff zwei Söhne.

## Politische Karriere

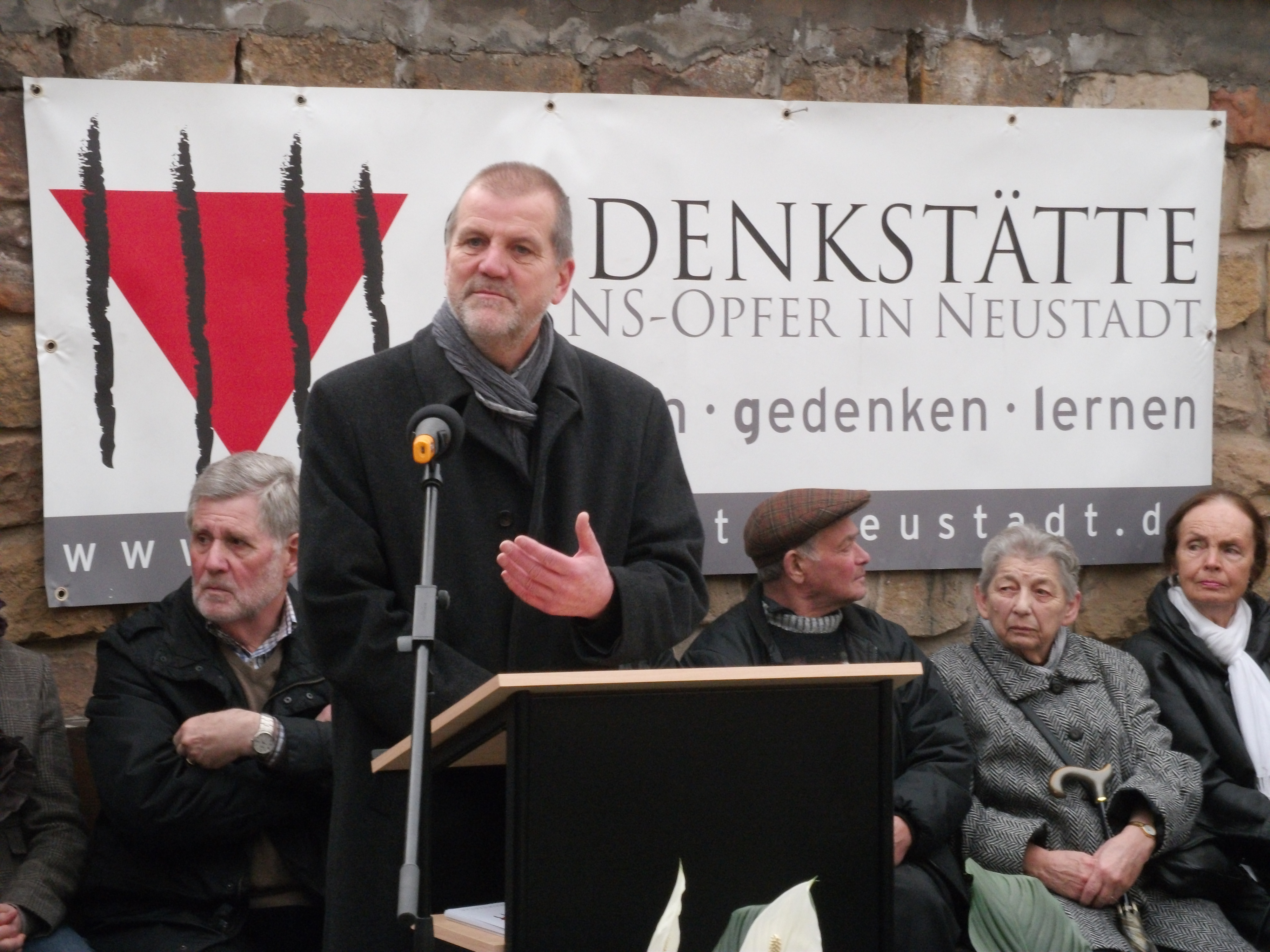
Jochen Hartloff bei der Eröffnung der Gedenkstätte für NS-Opfer in Neustadt, 2013

Hartloff ist seit 1971 Mitglied der SPD. Von 1984 bis Oktober 2011 war er 27 Jahre lang ehrenamtlicher Stadtbürgermeister seiner Geburtsstadt Kusel und ist es erneut seit 2019. Seit 1996 ist er Mitglied des rheinland-pfälzischen Landtags (Direktmandat im Wahlkreis 40 (Kusel)). Von 2001 bis 2006 war er Parlamentarischer Geschäftsführer der SPD-Landtagsfraktion, von 2006 bis 2011 deren Vorsitzender. Zwischen 2009 und 2011 gehörte er dem Parteivorstand der Bundes-SPD an.
Nach den Landtagswahlen in Rheinland-Pfalz 2011 wurde Hartloff im Kabinett des Ministerpräsidenten Kurt Beck am 18. Mai 2011 zum Minister der Justiz und für Verbraucherschutz ernannt. Im Rahmen einer Kabinettsumbildung, mit der unter der seit 16. Januar 2013 amtierenden Ministerpräsidentin Malu Dreyer Konsequenzen aus der Nürburgring-Affäre gezogen wurden, gab er am 5. November 2014 das Ministeramt an Gerhard Robbers ab.
Im Landtag ist er Mitglied folgender Ausschüsse:
- Ausschuss für Gesellschaft, Integration und Verbraucherschutz (Vorsitzender)
- Wahlprüfungsausschuss (Vorsitzender)
- Ausschuss für Medien, Digitale Infrastruktur und Netzpolitik
- Ausschuss für Wissenschaft, Weiterbildung und Kultur

Hartloff kandidierte bei der Wahl zum 18. Landtag von Rheinland-Pfalz nicht erneut.

### Debatte um Einführung von Scharia-Gerichten
In einem Bericht der Berliner Boulevardzeitung B.Z. wurde Hartloff im Februar 2012 zu möglichen Wegen zur Einigung bei Streit um Geld z. B. als Teilaspekt bei Ehescheidungen oder Erbsachen in Bezug auf die Scharia mit der Aussage zitiert, dass er sich auch in Deutschland vorstellen könne, „… wenn das in Form von Schiedsgerichten geschieht wie im Handel oder im Sport“. Voraussetzung sei das Einverständnis beider Streitparteien. Die Schiedsgerichtsbarkeit ist ein nicht-staatliches, außergerichtliches Verfahren für Abreden in Form von Schiedsvereinbarungen, die im Einklang mit deutschem Recht stehen müssen. Hartloffs Aussage wurde in mehreren Medien interpretiert, er würde sich für die Einführung von Scharia-Gerichten in Deutschland aussprechen. Hartloff stellte klar, sich nur zur Frage von zivilen Schiedsgerichten in Deutschland geäußert zu haben, in die „möglicherweise auch islamische Rechtsvorstellungen einfließen“, distanzierte sich ausdrücklich von „Scharia-Richtern“ und machte deutlich, dass eine Paralleljustiz nicht geduldet werde.

## Organisationsmitgliedschaften und -tätigkeiten
Er war Mitglied des SWR-Verwaltungsrates sowie des Aufsichtsrates der SWR Media-Services GmbH und Vorstandsmitglied der Stiftung Rheinland-Pfalz für Kultur. Seit 2014 ist er Vorstandsmitglied der Landesstiftung Arp-Museum Rolandseck.

## Auszeichnungen
Hartloff ist Ehrenbürger von Toucy, der französischen Partnerstadt von Kusel. 1996 wurde ihm die Johann Christian von Hofenfels-Medaille und 2010 die Freiherr-vom-Stein-Plakette verliehen.